# David Boreanaz
David Boreanaz (Buffalo (New York), 16 mei 1969) is een Amerikaanse acteur. Hij groeide op in Philadelphia, waar zijn vader een bekend weerman was. Al op jonge leeftijd besloot David Boreanaz dat hij acteur wilde worden. Na zijn afstuderen vertrok hij naar Los Angeles. Zijn eerste rol was als vriendje van Kelly Bundy in de serie Married With Children.
Zijn vader is van Italiaanse afkomst en zijn moeder van Slowaakse, Ierse en Zwitserse afkomst.
Boreanaz werd ontdekt door een vriendin van Joss Whedon (maker van Buffy the Vampire Slayer en Angel).
In de serie 'Buffy the Vampire Slayer' kreeg hij een kleine rol, in het tweede seizoen werd hem een hoofdrol aangeboden. Na het derde seizoen kreeg hij zijn eigen serie: Angel, waarin hij de hoofdrol speelde, samen met Charisma Carpenter, die met hem ook drie seizoenen in Buffy speelde.
Na vijf seizoenen stopte de serie. Hij speelde ook in een aantal films, onder andere Valentine (2001), I'm with Lucy (2002) en The Hard Easy (2005). The Crow: Wicked Prayer (2005)
Gedurende twaalf seizoenen speelde hij de rol van Special Agent Seeley Booth in de televisieserie Bones; de serie eindigde in 2017.

## Privé
Hij trouwde in 1997 met schrijfster Ingrid Quinn, met wie hij toen al drie jaar een relatie had. Het stel scheidde twee jaar later.
In november 2001 hertrouwde David Boreanaz met playmate Jaime Bergman. In mei 2002 werd hun zoon Jaden Rayne geboren. In augustus 2009 werd hun dochter Bardot Vita geboren.

## Filmografie en televisie
- Married... with Children - Frank (1993) (tv-serie, 1 afl.)
- Buffy the Vampire Slayer - Angel/Angelus (1997-2003) (tv-serie)
- Angel - Angel/Angelus (1999-2004) (tv-serie)
- Valentine - Adam Carr (2001)
- I'm with Lucy - Luke (2002)
- White Flag - Geliefde van Dido (2003) (videoclip door Dido)
- The Crow: Wicked Prayer - Luc Crash/"Dood"/Satan (2005)
- These Girls - Keith Clark (2005)
- The Hard Easy - Roger Hargitay (2006)
- Mr. Fix It - Lance Valenteen (2006)
- Suffering Man's Charity - Sebastian St. Germain (2007)
- The Mighty Macs - Ed T. Rush (2009)
- Full Circle - Jace Cooper (2013) (tv-serie, 3 afl.)
- Bones - FBI Special Agent Seeley Booth (2005-2017) (tv-serie)
- SEAL Team - Navy SEAL Jason Hayes (2017-2024) (tv-serie)